# 2037
Rok 2037 (MMXXXVII) gregoriánského kalendáře začne ve čtvrtek 1. ledna a skončí ve čtvrtek 31. prosince. V České republice bude mít 250 pracovních dnů a 13 státních a ostatních svátků, z toho 10 jich připadá na mimovíkendové dny. Letní čas začne v neděli 29. března ve (02:00 CET) a skončí v neděli 25. října ve (03:00 CEST). Dle židovského kalendáře nastane přelom roků 5797 a 5798, dle islámského kalendáře 1458 a 1459.

## Očekávané události
- Některé dokumenty vztahující se k přání Elizabeth Bowes-Lyon zachovat monarchii, pokud by Německo okupovalo Spojené království ve druhé světové válce, mají být zveřejněny z Královských archivů.
- Očekává se, že Oxford English Dictionary vydá své dokončené přepracované třetí vydání.[1]
- Očekává se, že čtvrtý snímek supernovy AT 2016jka se objeví kolem vzdálené galaxie MRG-M0138 díky gravitační čočce.[2]